# شريف الدين بيرزادہ
شریف الدین بیرزادہ (12 يونيو 1923 - 2 يونيو 2017) محامي باكستاني اشتهر بأنه مدافعا عليا في المحكمة العليا في باكستان شغل منصب أمين عام منظمة التعاون الإسلامي بين عامي 1984 - 1988.

## روابط خارجية
- شريف الدين بيرزادہ على موقع مونزينجر (الألمانية)

- BBC Hardtalk interview of Syed Sharifuddin Pirzada